# Nombre d'Erdős

Si l'Alice col·labora amb Paul Erdős en un article, i amb Bob en un altre, però en Bob mai no col·labora amb el mateix Erdős, llavors l'Alice té un nombre d'Erdős d'1 i Bob té un nombre d'Erdős de 2, en trobar-se a dos passos d'Erdős.

El nombre d'Erdős és un nombre natural que defineix la "distància de col·laboració" de qualsevol matemàtic, pel que fa a articles publicats, respecte al matemàtic hongarès Pál Erdős, un dels més prolífics del segle xx.
El nombre d'Erdős es defineix inductivament de la següent manera:
- Paul Erdős té un nombre d'Erdős igual a 0.
- El nombre d'Erdős d'un autor M, que hagi signat un treball amb algú que tingués un nombre d'Erdős, és igual a 1 més el mínim de tots els nombres d'Erdős dels matemàtics amb qui M hagi signat un article de recerca en matemàtiques.

És a dir, que qualsevol matemàtic que hagi publicat un article amb el mateix Erdős té un nombre d'Erdős igual a 1. Un matemàtic que hagi publicat un article amb algú que hagi publicat un article amb Erdős té un nombre d'Erdős igual a 2. I així successivament. Erdős va publicar articles amb 509 col·laboradors diferents, de manera que hi ha 509 matemàtics amb nombre d'Erdős igual a 1, i n'hi ha 6.984 amb un nombre igual a 2.
Els nombres d'Erdős formen part del "folklore" de les matemàtiques, fins al punt que el 20 d'abril de 2004 Bill Tozier, un investigador amb nombre d'Erdős igual a 4, posà a subhasta a eBay la possibilitat de publicar un article amb ell perquè el col·laborador pogués aconseguir un nombre d'Erdős igual a 5; el guanyador va pagar 1.031 dòlars.

## Enllaços i referències
- Jerry Grossman, The Erdös Number Project. Conté estadístiques i una llista completa de matemàtics amb un nombre d'Erdős igual o inferior a 2. (anglès)
- Caspar Goffman, «And What is Your Erdös Number?». The American Mathematical Monthly 76, 7 (1967).